# Beneath the Frozen Soil
Beneath the Frozen Soil ist eine 2004 gegründete Death-Doom-Band.

## Geschichte
Beneath The Frozen Soil wurde Anfang des Jahres 2004 in Kalmar von dem Gitarrist und Sänger Linus Pilebrand, dem Sänger Buster Sporrong und dem Schlagzeuger Olof Holgersson gegründet. Ein Jahr später debütierte die Band mit ihrer ersten im Selbstverlag veröffentlichten EP The First Wreath, die gute Kritiken erhielt. Um Live-Auftritte zu ermöglichen, stieß Ende Dezember Robert Björk als Bassist zu Beneath the Frozen Soil. Die Band ließ 123 Exemplare herstellen. Mit der EP The First Wreath wurde Beneath the Frozen Soil als Hoffnung auf einen „frischen Strom Ideen in einem überfüllten Genre“ wahrgenommen. Trotz der Nähe zu Musikgruppen des Death Dooms wirke die Musik ziemlich originell.
Im Jahr 2007 erschien ein Split-Album mit Negative Reaction über Totalrust Music. Der Teil den Beneath the Frozen Soil zu dem Split-Album beitrug enthielt Neueinspielungen von The First Wreath und ein gänzlich neues Stück. Totalrust Music ließ 1000 Exemplare produzieren. Unter anderem besprach Arnstein Petersen die Veröffentlichung für Doom-Metal.com und nannte sie „eine mehr als anständige, aggressive Doom-Platte“. Dabei hob Bastian für Metal.de den Beitrag von Beneath the Frozen Soil als den besseren Teil hervor. Hinter dem „brutalen Gewand“ sei noch mehr zu entdecken. Zudem wirken die Stücke „kohärenter und lassen ein klares Konzept erkennen“.
Nach dem gut angenommenen Split-Album erfuhr die Bandkonstellation einige Änderungen die darin mündeten, dass Pilebrand als alleiniges Mitglied nach der Veröffentlichung eines weiteren Split-Albums, verblieb. An diesem, mit Evoken geteilten und über I Hate Records veröffentlichten, Split-Album Evoken/Beneath the Frozen Soil waren Svante Enefalk als Bassist und Göran Nilsson als Sänger beteiligt. Das Album erfuhr international breite Resonanz und wurde einhellig als „ausgezeichnete Split-Veröffentlichung“ gelobt. Dabei erweise sich Beneath the Frozen Soil gar als eine „der Doom-Entdeckungen des Jahres.“ „Geradezu frisch und teilweise richtig flott präsentier[e] sich das Quartett“ in Relation zu den Split-Partnern. Beneath the Frozen Soil seien „viel eingängiger, melodischer und abwechslungsreicher als“ Evoken. Dennoch besäße die Gruppe nicht die Tiefe und dichte Atmosphäre ihrer Split-Partner. Doch stünden die Chancen gut, „dass Beneath The Frozen Soil auf einer Solo-Veröffentlichung viel besser rüberkommen würde, anstatt an die verbissene Professionalität von Evoken anzuknüpfen.“ Seit der Veröffentlichung blieben weitere Aktivitäten der Band aus.

## Stil
Die von Beneath the Frozen Soil gespielte Musik wird dem Death Doom, im Stil der frühen My Dying Bride und Mindrot, zugeordnet. Jedoch ohne romantische Einflüsse oder Nähe zum Gothic Metal. Trotz akustischer Breaks, mit sauberem Gesang, sowie Cello-Passagen, wird die Musik als dreckig und unter dem Einfluss des Black Metal gesehen. Als weitere Vergleichsgröße werden Winter, Cathedral, My Shameful und Runemagick angeführt. Als Besonderheit im Genre wurde die Kombination aus Growling und Screaming von zwei Sängern hervorgehoben. Instrumental kombiniert die Band „knallharte Riffs mit einer aufdringlichen Attitüde“, dem Einsatz eines Cellos und dem vermittelten Gefühl eines „brennenden Schmerz in der Seele“.

## Diskografie
- 2005: The First Wreath (EP, Selbstverlag)
- 2007: Beneath the Frozen Soil/Negative Reaction (Split-Album mit Negative Reaction, Totalrust Music)
- 2010: Evoken/Beneath the Frozen Soil (Split-Album mit Evoken, I Hate Records)